# Pyromorpha
Pyromorpha là một chi bướm đêm thuộc họ Zygaenidae.

## Các loài
- Pyromorpha caelebs Blanchard, 1972
- Pyromorpha centralis (Walker, 1854)
- Pyromorpha contermina (H. Edwards, 1884)
- Pyromorpha correbioides (Felder, 1874)
- Pyromorpha dimidiata Herrich-Schäffer, [1854]
- Pyromorpha fusca H. Edwards, 1884
- Pyromorpha josialis (Druce, 1885)
- Pyromorpha marginata (H. Edwards, 1884)
- Pyromorpha martenii (French, 1883)
- Pyromorpha mexicana (Druce, 1884)
- Pyromorpha morio (Druce, 1885)
- Pyromorpha radialis (Walker, [1865])
- Pyromorpha rata (H. Edwards, 1882)
- Pyromorpha thyesta (Druce, 1884)
- Pyromorpha timon (Druce, 1885)